# Апастовский район
Апа́стовский райо́н (тат. Апа́с районы́) — административно-территориальная единица и муниципальное образование (муниципальный район) в составе Республики Татарстан Российской Федерации. Находится на юго-западе региона. Территория района включает 72 населенных пункта, объединённых в одно городское и 21 сельское поселение.
Административный центр — посёлок городского типа Апастово.

## География
Расположен в исторической «Горной стороне» — «Тау ягы», или «Джабалистане» Золотой Орды, Казанского ханства и Казанской губернии. Имеет границы с Буинским, Тетюшским, Камско-Устьинским, Верхнеуслонским, Кайбицким районами республики, а также с Яльчинским районом Чувашии.
Западная часть находится на склоне Токмовского тектонического свода, остальная часть района — на юго-западном борту Казанско-Кировского прогиба. Рельеф представляет собой всхолмлённую равнину. Наибольшая высота — 228 метров, отмечена в южной части территории на водоразделе рек Свияга и Улема; наименьшая — 55 метров — у самой крупной реки района Свияги, её протяженность 161 км. Все водные артерии территории относятся к её бассейну. Другие крупные реки, общей длиной более 30 км: Була, Улема, Сухая Улема, Бия, Черемшан, Имелли. Общая площадь лесного массива — 8,9 тысяч га.

## Герб и флаг
|  | В червлёном поле зелёная гора, вверху ограниченная вписанной золотой гирляндой из хлебных колосьев, уложенных слева направо, и объятая золотым венком из полевых цветов, перевязанным серебряной лентой, волнообразно спускающейся до нижнего края щита. Во главе — золотое сияющее солнце, сопровождённое по сторонам двумя сообращёнными летящими с воздетыми крыльями иволгами того же металлаОписание герба |

Разработкой герба и флага занимались совместно Геральдический совет при президенте Республики Татарстан и Союз геральдистов России. Утверждены решением Совета Апастовского муниципального района от 30 сентября 2006 года. На гербе и флаге переданы основные экономические, культурные и географические особенности района. Колосья и венок символизируют плодородные земли, две иволги — трудолюбие и духовную культуру, серебряная лента — река Свияга, солнце — символ тепла и достатка. Золотой цвет на гербе — символ урожая, богатства, интеллекта, уважения; серебряный — чистоты, совершенства, мира, взаимопонимания; красный — мужества, силы, трудолюбия, красоты и праздника; зелёный — символ природы, здоровья, молодости, жизненного роста.
Флаг Апастовского района разработан на основе герба. Представляет собой прямоугольное полотно с отношением ширины к длине 2:3, которое разделено золотыми колосьями на красную и зелёную части, не включает изображение птиц.

## История

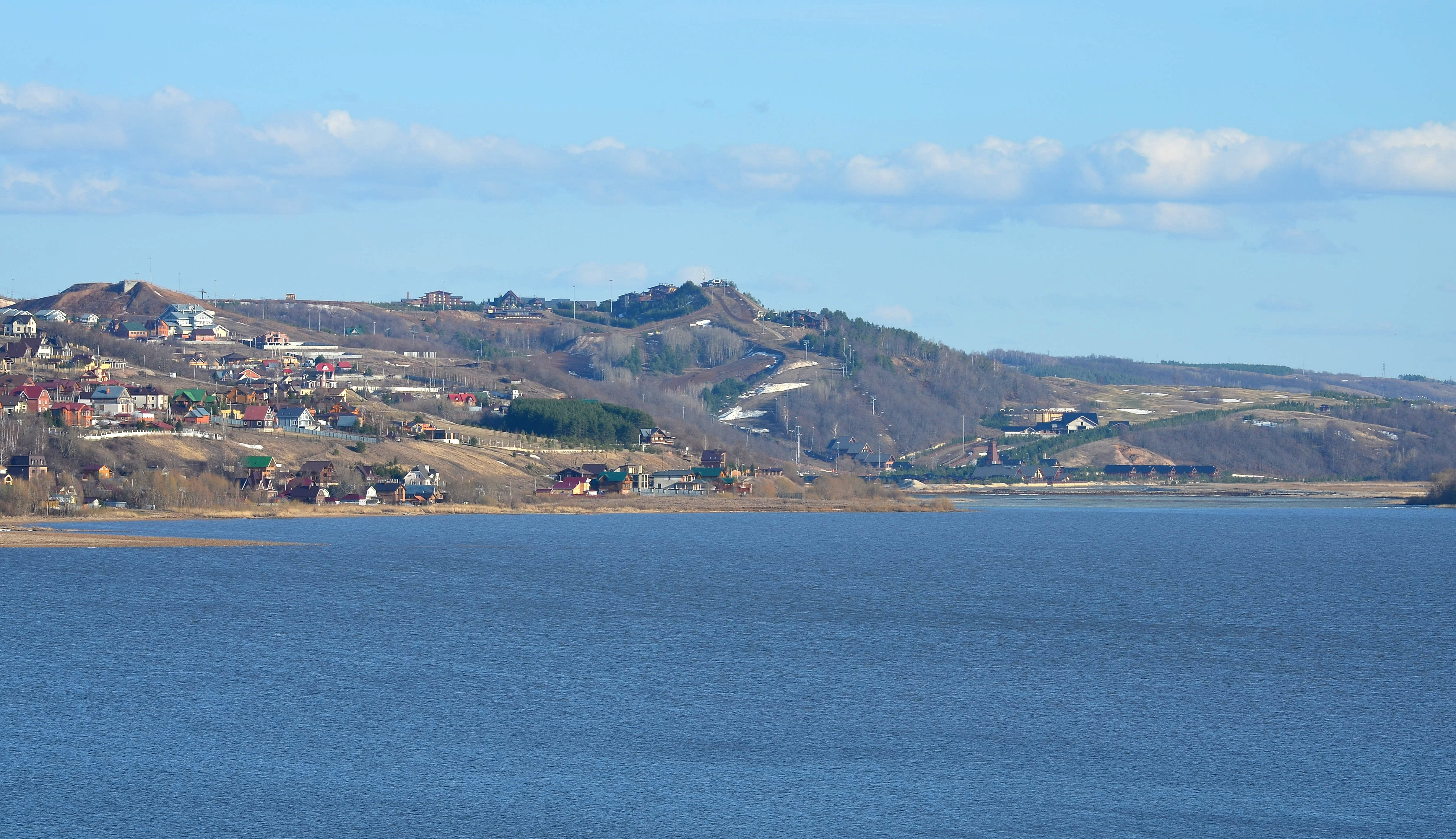
Река Свияга в границах района

На территории Апастовского района находятся 120 археологических памятников каменного, железного и бронзового веков, а также периодов Золотой Орды и Казанского ханства.
Территория района до 1921 года входила в Тетюшский уезд Казанской губернии, с 1920 по 1927 год — в Тетюшский кантон, по 1930-й — в Буинский кантон Татарской АССР. Район в современном виде образован Постановлением Президиума Всероссийского Центрального исполнительного комитета от 10 августа 1930 года. На тот момент в район входило 50 сельсоветов и 70 населенных пунктов с общим населением 49 414 человек. Как и многие другие, район был упразднён 1 февраля 1963 года, а земли переданы в состав Буинского и Тетюшского районов, его восстановили 4 марта 1964 года, а 19 апреля 1991 года из состава выделили Кайбицкий район.
Село Апастово известно с XVII века как поселение у озера на берегу Свияги. Есть несколько версий его происхождения. Вероятно, оно было основано выходцами из деревни. По второй версии, посёлок основали переселенцы из деревни Старые Енали. Согласно этой теории, Апастово могло называться Малое Еналеево, и тогда под этим наименованием оно известно с 1647 года. Также существует мнение, что посёлок возник из-за слияния четырёх близлежащих населённых пунктов. Эту версию подтверждают документы XX века, что село Кульсеитово, которое вошло в состав Апастово, долго сохраняло свою самостоятельность — в них есть запись «Апастово с выселком Кульсеитовo».
В период с 1998 по 2005 годы главой администрации Апастовского района был Ханифатуллин Азат Сафинович. В 2005 году его сменил Загидуллин Рашид Назибович, который занимал эту должность до 2019-го. В настоящий момент районом управляет Хисамутдинов Равиль Фаритович.

## Население

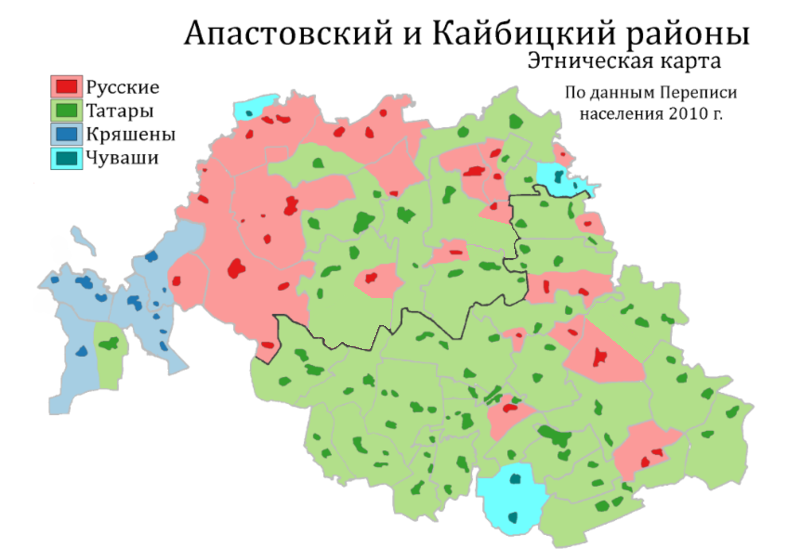
Этническая карта Апастовского и Кайбицкого районов

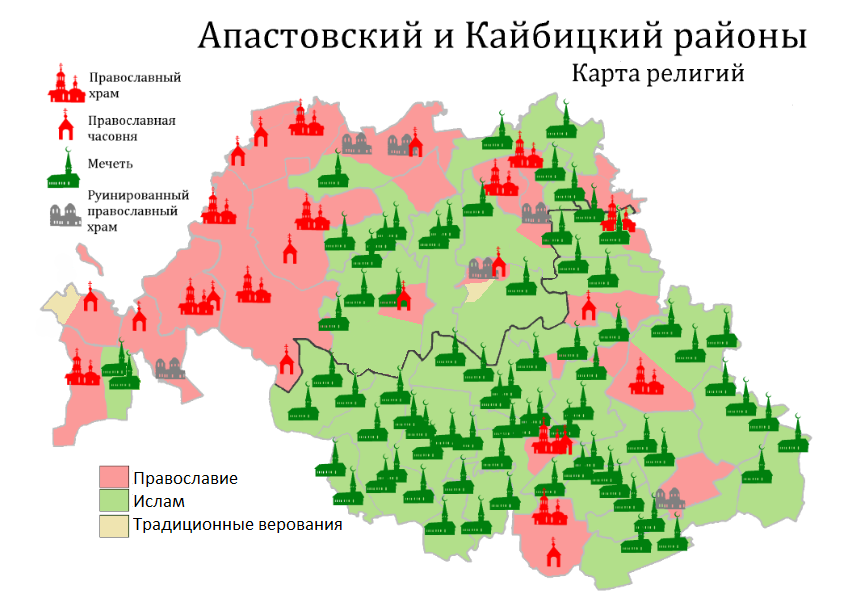
Религиозная карта Апастовского и Кайбицкого районов

В городских условиях (пгт Апастово) проживают 26,81 % населения района.
Согласно итогам Всероссийской переписи населения 2020 года (из числа указавших национальность), татары составляют 89,4 % населения района, русские — 5,5 %, чуваши — 3,6 %.
| 2002    | 2003    | 2004    | 2005    | 2006    | 2007    | 2008    | 2009    |
| ------- | ------- | ------- | ------- | ------- | ------- | ------- | ------- |
| 23 105  | ↘22 300 | ↗22 800 | ↘22 466 | ↗22 482 | ↘22 385 | ↘22 264 | →22 264 |
| 2010    | 2011    | 2012    | 2013    | 2014    | 2015    | 2016    | 2017    |
| ↘21 627 | ↘21 534 | ↘21 334 | ↘21 256 | ↘20 999 | ↘20 744 | ↘20 425 | ↘20 172 |
| 2018    | 2019    | 2021    |         |         |         |         |         |
| ↘19 936 | ↘19 649 | ↘19 093 |         |         |         |         |         |

## Муниципально-территориальное устройство
В Апастовский муниципальный район входят 73 населённых пункта, которые разделены на одно городское и 21 сельское поселения.
| №        | Муниципальное образование             | Админ. центр                            | Количество населённых пунктов | Население | Площадь, км² |
| -------- | ------------------------------------- | --------------------------------------- | ----------------------------- | --------- | ------------ |
| 1e-06    | Городское поселение                   |                                         |                               |           |              |
| 1        | посёлок городского типа Апастово      | пгт Апастово                            | 2                             | ↘5466     |              |
| 1.000002 | Сельские поселения                    |                                         |                               |           |              |
| 2        | Альмендеровское сельское поселение    | село Альмендерово                       | 3                             | ↘626      |              |
| 3        | Бакрчинское сельское поселение        | село Бакрче                             | 2                             | ↘567      |              |
| 4        | Бишевское сельское поселение          | село Бишево                             | 4                             | ↗733      |              |
| 5        | Большеболгоярское сельское поселение  | село Малые Болгояры                     | 2                             | ↘473      |              |
| 6        | Большекокузское сельское поселение    | село Большие Кокузы                     | 4                             | ↘805      |              |
| 7        | Булым-Булыхчинское сельское поселение | село Булым-Булыхчи                      | 3                             | ↘491      |              |
| 8        | Верхнеаткозинское сельское поселение  | село Верхнее Аткозино                   | 5                             | ↘647      |              |
| 9        | Верхнеиндырчинское сельское поселение | село Верхний Индырчи                    | 3                             | ↘388      |              |
| 10       | Деушевское сельское поселение         | село Деушево                            | 3                             | ↘549      |              |
| 11       | Ишеевское сельское поселение          | село Идряс-Теникеево                    | 5                             | ↘309      |              |
| 12       | Каратунское сельское поселение        | посёлок железнодорожной станции Каратун | 4                             | ↘2487     |              |
| 13       | Кзыл-Тауское сельское поселение       | село Кзыл-Тау                           | 3                             | ↘366      |              |
| 14       | Куштовское сельское поселение         | село Куштово                            | 3                             | ↘597      |              |
| 15       | Сатламышевское сельское поселение     | село Сатламышево                        | 5                             | ↘814      |              |
| 16       | Среднебалтаевское сельское поселение  | село Среднее Балтаево                   | 5                             | ↘860      |              |
| 17       | Староюмралинское сельское поселение   | село Старый Юмралы                      | 3                             | ↘543      |              |
| 18       | Табар-Черкийское сельское поселение   | деревня Табар-Черки                     | 3                             | ↘605      |              |
| 19       | Тутаевское сельское поселение         | село Тутаево                            | 2                             | ↘323      |              |
| 20       | Черемшанское сельское поселение       | село Черемшан                           | 3                             | ↘757      |              |
| 21       | Чуру-Барышевское сельское поселение   | село Чуру-Барышево                      | 2                             | ↘530      |              |
| 22       | Шамбулыхчинское сельское поселение    | село Эбалаково                          | 4                             | ↘687      |              |

| №  | Населённый пункт                   | Тип                             | Население | Муниципальное образование             |
| -- | ---------------------------------- | ------------------------------- | --------- | ------------------------------------- |
| 1  | Азбаба                             | деревня                         |           | Верхнеаткозинское сельское поселение  |
| 2  | Азимово                            | деревня                         |           | Альмендеровское сельское поселение    |
| 3  | Альмендерово                       | село                            |           | Альмендеровское сельское поселение    |
| 4  | Апастово                           | пгт                             | ↘5119     | посёлок городского типа Апастово      |
| 5  | Аюкудерган                         | село                            |           | Черемшанское сельское поселение       |
| 6  | Багишево                           | село                            |           | Черемшанское сельское поселение       |
| 7  | Бакрче                             | село                            |           | Бакрчинское сельское поселение        |
| 8  | Берляш                             | деревня                         |           | Верхнеаткозинское сельское поселение  |
| 9  | Бишево                             | село                            |           | Бишевское сельское поселение          |
| 10 | Большие Болгояры                   | село                            |           | Большеболгоярское сельское поселение  |
| 11 | Большие Кокузы                     | село                            |           | Большекокузское сельское поселение    |
| 12 | Булым-Булыхчи                      | село                            |           | Булым-Булыхчинское сельское поселение |
| 13 | Бурнашево                          | село                            |           | Альмендеровское сельское поселение    |
| 14 | Верхнее Аткозино                   | село                            |           | Верхнеаткозинское сельское поселение  |
| 15 | Верхнее Балтаево                   | деревня                         |           | Среднебалтаевское сельское поселение  |
| 16 | Верхний Индырчи                    | село                            |           | Верхнеиндырчинское сельское поселение |
| 17 | Давликеево                         | село                            |           | Бишевское сельское поселение          |
| 18 | Деушево                            | село                            |           | Деушевское сельское поселение         |
| 19 | Идряс-Теникеево                    | село                            |           | Ишеевское сельское поселение          |
| 20 | Ишеево                             | село                            |           | Ишеевское сельское поселение          |
| 21 | Кабы Копри                         | село                            |           | Сатламышевское сельское поселение     |
| 22 | Карабаево                          | деревня                         |           | Староюмралинское сельское поселение   |
| 23 | Карамасары                         | село                            |           | Верхнеаткозинское сельское поселение  |
| 24 | Каратун                            | посёлок железнодорожной станции |           | Каратунское сельское поселение        |
| 25 | Каратун                            | посёлок                         |           | Бишевское сельское поселение          |
| 26 | Каратунского хлебоприёмного пункта | посёлок                         |           | Каратунское сельское поселение        |
| 27 | Кзыл-Тау                           | село                            |           | Кзыл-Тауское сельское поселение       |
| 28 | Кильдуразы                         | железнодорожная станция         |           | Куштовское сельское поселение         |
| 29 | Кукшум                             | деревня                         |           | Тутаевское сельское поселение         |
| 30 | Кулганы                            | деревня                         |           | Деушевское сельское поселение         |
| 31 | Кулчига                            | посёлок                         |           | Бишевское сельское поселение          |
| 32 | Курмашево                          | деревня                         |           | Булым-Булыхчинское сельское поселение |
| 33 | Куштово                            | село                            |           | Куштовское сельское поселение         |
| 34 | Мазиково                           | деревня                         |           | Ишеевское сельское поселение          |
| 35 | Малые Болгояры                     | село                            |           | Большеболгоярское сельское поселение  |
| 36 | Малые Кокузы                       | деревня                         |           | Большекокузское сельское поселение    |
| 37 | Малый Бакрче                       | деревня                         |           | Среднебалтаевское сельское поселение  |
| 38 | Марьино                            | деревня                         |           | Ишеевское сельское поселение          |
| 39 | Мурзино                            | село                            |           | Каратунское сельское поселение        |
| 40 | Нижнее Балтаево                    | деревня                         |           | Среднебалтаевское сельское поселение  |
| 41 | Нижний Биябаш                      | село                            |           | Шамбулыхчинское сельское поселение    |
| 42 | Новопоселённое Ишеево              | деревня                         |           | Староюмралинское сельское поселение   |
| 43 | Новые Поляны                       | деревня                         |           | Верхнеаткозинское сельское поселение  |
| 44 | Починок-Енаево                     | село                            |           | Табар-Черкийское сельское поселение   |
| 45 | Русский Индырчи                    | деревня                         |           | Булым-Булыхчинское сельское поселение |
| 46 | Сатламышево                        | село                            |           | Сатламышевское сельское поселение     |
| 47 | Свияжский                          | посёлок                         |           | Каратунское сельское поселение        |
| 48 | Семь Ключей                        | деревня                         |           | Сатламышевское сельское поселение     |
| 49 | Сибирчи                            | деревня                         |           | Верхнеиндырчинское сельское поселение |
| 50 | Среднее Балтаево                   | село                            |           | Среднебалтаевское сельское поселение  |
| 51 | Средний Биябаш                     | село                            |           | Шамбулыхчинское сельское поселение    |
| 52 | Старое Бурнашево                   | село                            |           | Куштовское сельское поселение         |
| 53 | Старые Енали                       | деревня                         | ↘410      | посёлок городского типа Апастово      |
| 54 | Старый Кулькаш                     | деревня                         |           | Кзыл-Тауское сельское поселение       |
| 55 | Старый Юмралы                      | село                            |           | Староюмралинское сельское поселение   |
| 56 | Табар-Черки                        | деревня                         |           | Табар-Черкийское сельское поселение   |
| 57 | Танаево                            | деревня                         |           | Ишеевское сельское поселение          |
| 58 | Танай-Тураево                      | деревня                         |           | Чуру-Барышевское сельское поселение   |
| 59 | Тутаево                            | село                            |           | Тутаевское сельское поселение         |
| 60 | Тюбяк-Черки                        | деревня                         |           | Табар-Черкийское сельское поселение   |
| 61 | Тявгельдино                        | село                            |           | Бакрчинское сельское поселение        |
| 62 | Утямишево                          | деревня                         |           | Верхнеиндырчинское сельское поселение |
| 63 | Чатбаш                             | деревня                         |           | Кзыл-Тауское сельское поселение       |
| 64 | Черемшан                           | село                            |           | Черемшанское сельское поселение       |
| 65 | Чиреево                            | деревня                         |           | Деушевское сельское поселение         |
| 66 | Чуру-Барышево                      | село                            |           | Чуру-Барышевское сельское поселение   |
| 67 | Шамбулыхчи                         | село                            |           | Шамбулыхчинское сельское поселение    |
| 68 | Шемяково                           | деревня                         |           | Среднебалтаевское сельское поселение  |
| 69 | Шигаево                            | село                            |           | Сатламышевское сельское поселение     |
| 70 | Шонгуты                            | село                            | ↗170      | Большекокузское сельское поселение    |
| 71 | Эбалаково                          | село                            |           | Шамбулыхчинское сельское поселение    |
| 72 | Янгильдино                         | деревня                         |           | Сатламышевское сельское поселение     |
| 73 | Ясашно-Барышево                    | село                            |           | Большекокузское сельское поселение    |

## Экономика

### Современное состояние
В районе преобладают заготовительно-перерабатывающие промышленные предприятия. По итогам 2019 года, Апастовский район занял 39 место в рейтинге социально-экономического развития и 27 место по доле малого и среднего бизнеса (МСБ) в валовом территориальном продукте Республики Татарстан, что составило 7,3 млрд рублей. Среднемесячная районная заработная плата в районе 26 тысяч рублей. В период с 2010 по 2020 год соотношение среднемесячной заработной платы к минимальному потребительскому бюджету выросло с 1,78 до 2,03 раз, а уровень безработицы с 2013 по 2020-й возрос с 0,68 % до 1,83 %. В первом полугодии 2020 года было отгружено товаров собственного районного производства на 205 млн рублей (для сравнения, этот показатель за весь 2013 год — 415 млн).

### Сельское хозяйство
Сельское хозяйство — основа экономики региона. На полях выращиваются такие культуры, как пшеница, рожь, ячмень, овёс, гречиха, горох, сахарная свёкла и картофель. Также развито мясо-молочное скотоводство, свиноводство, овцеводство и птицеводство. На территории района находятся сельскохозяйственные предприятия «Свияга», «Табар», «Агроактив», СХП имени Рахимова, «Алга», «Ибрагимов и Ко», «РиФ», «Яна юл», «Дружба», «Агрозит», агрофирма «Радуга», «Каратунское хлебоприёмное предприятие», «Кайнар икмэк», «Вкусный хлеб», а также 17 крестьянских фермерских хозяйств. Крупнейшим инвестором района является холдинг «Ак Барс». Валовая продукция аграрного комплекса Апастовского района по итогам 2019 года составила около 2 млрд рублей. В первом полугодии 2020 года валовая продукция сельского хозяйства составила 505 млн рублей. За 2013-й этот показатель составил почти 1,3 млрд.

### Инвестиционный потенциал
Согласно оценке Комитета Республики Татарстан по социально-экономическому мониторингу инвестиции в основной капитал в январе-июне 2020 года в Апастовском районе составили 460 563 тысяч рублей или 0,2 % от общего объёма инвестиций в Татарстане. По направленности инвестиций в 2020 году лидирует развитие с/х, охоты и рыбалки — 81,5 млн рублей. Согласно отчёту Федеральной службы госстатистики республики, за 2019 год было привлечено почти 278 млн рублей инвестиций (кроме бюджетных средств и доходов от субъектов малого предпринимательства), за 2018-й — 460 млн.

### Транспорт
Апастово расположено в 109 км от Казани на автомобильной дороге «Казань — Ульяновск», в 11 км к юго-востоку от железнодорожной станции «Каратун». По территории района рядом с райцентром проходит автодорога Р-241 «Казань — Буинск — Ульяновск»; другие важные дороги: «Большие Кайбицы — Апастово — Тетюши», «Шонгуты — Камское Устье». Западнее райцентра проходит ж/д-линия «Свияжск — Ульяновск». Станции и остановочные пункты в районе (от Казани): остановочный пункт 55 км, Ключи (разъезд), станции Каратун и Кильдуразы.
Осенью 2018 года российское правительство одобрило план строительства скоростной автомобильной дороги «Москва — Нижний Новгород — Казань», протяжённостью 730 км. На территории Татарстана путь будет проходить через Кайбицкий, Апастовский, Верхнеуслонский, Камско-Устьинский, Лаишевский, Пестречинский районы. Автомагистраль станет частью международного транспортного коридора «Европа — Западный Китай». Строительство должно завершиться в 2024 году.

## Экология

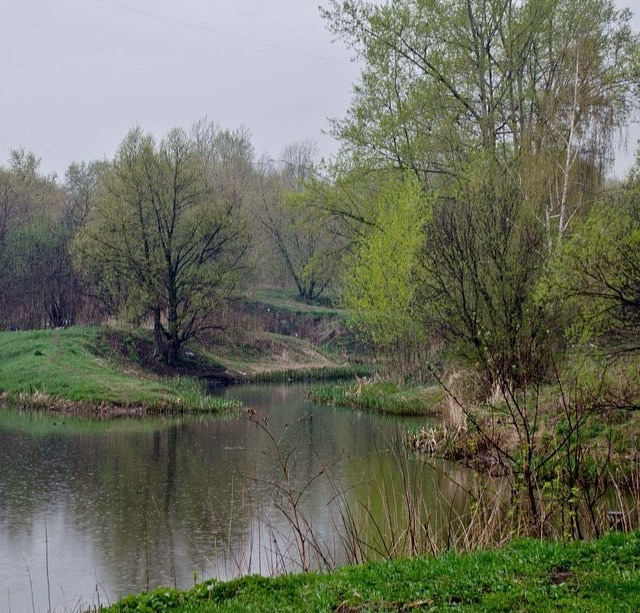
«Гран-Тау», Чуру-Барышевская лесостепь

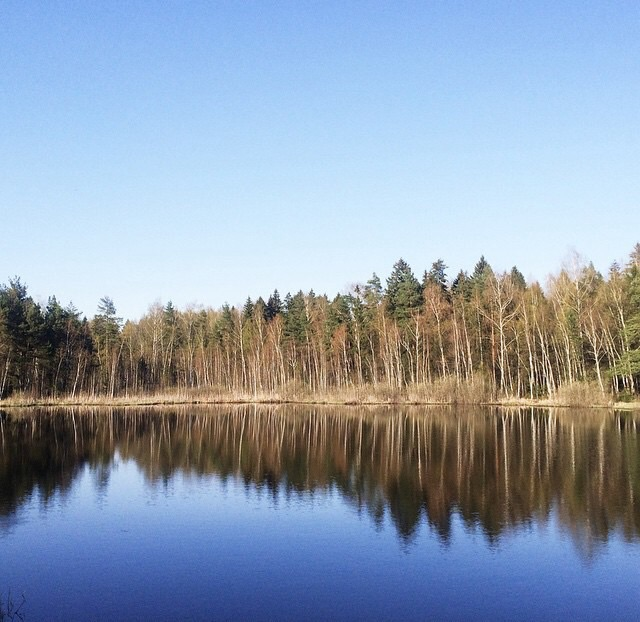
«Гран-Тау», Чуру-Барышевская лесостепь

Особо охраняемые природные территории района занимают 1275,9 га, что составляет 1,3 % от общей площади района. На этой территории расположены памятники природы регионального значения: «Гран-Тау», «Местообитание хохлатки Маршалла», «Петров угол», «Старица Свияги» и реки Свияга и Улема. Встречаются животные, занесённые в Красную книгу Татарстана: орёл-карлик, могильник, подорлик большой, кобчик, клинтух, сова ушастая, неясыть уральская, неясыть серая, филин, дятел зелёный; млекопитающих: ёж белогрудый, крот обыкновенный, бурозубка обыкновенная, зайцы — беляк и русак, белка обыкновенная, бобр обыкновенный, хомяк обыкновенный, ондатра, волк, лисица обыкновенная, куница лесная, ласка, норка американская, барсук европейский, рысь, кабан, лось.

## Социальная сфера
В районе работают 22 общеобразовательные школы, аграрный колледж, 37 дошкольных детских учреждений, две детско-юношеские спортивные школы, детская школа искусств с двумя филиалами, центр детского творчества «Сэлэт» и детский оздоровительный центр «Свияга». Спортивная инфраструктура представлена 97 спортивными сооружениями, среди которых ледовый дворец, универсальные спортивные площадки, спортзалы, тиры, хоккейные коробки, футбольные поля и другое. В сфере культуры действуют районный Дом культуры, 25 сельских домов культуры и 35 клубов, 29 библиотек, четыре музея, народная киностудия «Микродиск» и народный театр «Йолдызлар». Открыта 51 мечеть. С 1932 года издаётся районная газета «Йолдыз» («Звезда») на татарском и русском языках. В 2008 году открылась местная телекомпания «Апас хэбэрлэре».

### Культурные памятники
- Мемориал в честь 40-летия Победы в ВОВ, открыт в 1985 году в Апастово (скульптор В. М. Васильев). В 2010-м в честь 65-летия Победы на территории мемориала возведен комплекс «Аллея героев» (автор — бывший глава Апастовского района Рашид Загидуллин), где увековечены имена более 11 тысяч апастовцев, сражавшихся во время ВОВ, а также районных военнослужащих, погибших в войнах после 1945 года.
- Памятник «Женщине-матери», открыт в 2000 году в Апастово (автор — Ф. Фасхетдинов), в 2007 году здесь дополнительно внесли имена женщин, внесших достойный вклад в развитие района и республики.
- Бюсты певице и композитору Саре Садыковой, народному поэту Шаукату Галиеву, контр-адмиралу Ивану Золину, народному артисту ТАССР и РСФСР Фахри Насретдинову, председателю Верховного суда РСФСР Александру Орлову. Все установлены в Апастово в 2015—2016 годах[7].

### Уроженцы района
- Горбунов, Дмитрий Иванович — Герой Советского Союза
- Карымов, Салават Хакимович — Герой Советского Союза
- Кошкин, Андрей Евдокимович — Герой Советского Союза
- Кузьмин, Михаил Кузьмич — Герой Советского Союза
- Садовников, Владимир Геннадьевич — дважды Герой Социалистического Труда